# Aspies For Freedom
 (août 2025).

Aspies For Freedom (AFF) est un groupe de charité qui milite pour mieux informer le public des droits de la personne autiste. Le nom « Aspies » se réfère aux personnes diagnostiquées porteuses du syndrome d'Asperger, mais le groupe accepte toute personne atteinte d'un trouble du spectre autistique. Créé en 2004 par Amy et Gareth Nelson, AFF a fait l'objet d'articles dans le New Scientist magazine.